# Російська партія
Російська партія або Захист Петрова — шаховий дебют, який починається ходами: 

1. e2-e4 e7-e5

2. Кg1-f3 Кg8-f6.

Належить до відкритих початків.

## Історія
|   | a | b | c | d | e | f | g | h |   |
| 8 | a8 чорна тура · b8 чорний кінь · c8 чорний слон · e8 чорний король · f8 чорний слон · h8 чорна тура · a7 чорний пішак · b7 чорний пішак · c7 чорний пішак · e7 чорний ферзь · g7 чорний пішак · h7 чорний пішак · d6 чорний пішак · f6 чорний пішак · e5 білий кінь · d4 білий пішак · e4 білий ферзь · a2 білий пішак · b2 білий пішак · c2 білий пішак · f2 білий пішак · g2 білий пішак · h2 білий пішак · a1 біла тура · b1 білий кінь · c1 білий слон · e1 білий король · f1 білий слон · h1 біла тура | a8 чорна тура · b8 чорний кінь · c8 чорний слон · e8 чорний король · f8 чорний слон · h8 чорна тура · a7 чорний пішак · b7 чорний пішак · c7 чорний пішак · e7 чорний ферзь · g7 чорний пішак · h7 чорний пішак · d6 чорний пішак · f6 чорний пішак · e5 білий кінь · d4 білий пішак · e4 білий ферзь · a2 білий пішак · b2 білий пішак · c2 білий пішак · f2 білий пішак · g2 білий пішак · h2 білий пішак · a1 біла тура · b1 білий кінь · c1 білий слон · e1 білий король · f1 білий слон · h1 біла тура | a8 чорна тура · b8 чорний кінь · c8 чорний слон · e8 чорний король · f8 чорний слон · h8 чорна тура · a7 чорний пішак · b7 чорний пішак · c7 чорний пішак · e7 чорний ферзь · g7 чорний пішак · h7 чорний пішак · d6 чорний пішак · f6 чорний пішак · e5 білий кінь · d4 білий пішак · e4 білий ферзь · a2 білий пішак · b2 білий пішак · c2 білий пішак · f2 білий пішак · g2 білий пішак · h2 білий пішак · a1 біла тура · b1 білий кінь · c1 білий слон · e1 білий король · f1 білий слон · h1 біла тура | a8 чорна тура · b8 чорний кінь · c8 чорний слон · e8 чорний король · f8 чорний слон · h8 чорна тура · a7 чорний пішак · b7 чорний пішак · c7 чорний пішак · e7 чорний ферзь · g7 чорний пішак · h7 чорний пішак · d6 чорний пішак · f6 чорний пішак · e5 білий кінь · d4 білий пішак · e4 білий ферзь · a2 білий пішак · b2 білий пішак · c2 білий пішак · f2 білий пішак · g2 білий пішак · h2 білий пішак · a1 біла тура · b1 білий кінь · c1 білий слон · e1 білий король · f1 білий слон · h1 біла тура | a8 чорна тура · b8 чорний кінь · c8 чорний слон · e8 чорний король · f8 чорний слон · h8 чорна тура · a7 чорний пішак · b7 чорний пішак · c7 чорний пішак · e7 чорний ферзь · g7 чорний пішак · h7 чорний пішак · d6 чорний пішак · f6 чорний пішак · e5 білий кінь · d4 білий пішак · e4 білий ферзь · a2 білий пішак · b2 білий пішак · c2 білий пішак · f2 білий пішак · g2 білий пішак · h2 білий пішак · a1 біла тура · b1 білий кінь · c1 білий слон · e1 білий король · f1 білий слон · h1 біла тура | a8 чорна тура · b8 чорний кінь · c8 чорний слон · e8 чорний король · f8 чорний слон · h8 чорна тура · a7 чорний пішак · b7 чорний пішак · c7 чорний пішак · e7 чорний ферзь · g7 чорний пішак · h7 чорний пішак · d6 чорний пішак · f6 чорний пішак · e5 білий кінь · d4 білий пішак · e4 білий ферзь · a2 білий пішак · b2 білий пішак · c2 білий пішак · f2 білий пішак · g2 білий пішак · h2 білий пішак · a1 біла тура · b1 білий кінь · c1 білий слон · e1 білий король · f1 білий слон · h1 біла тура | a8 чорна тура · b8 чорний кінь · c8 чорний слон · e8 чорний король · f8 чорний слон · h8 чорна тура · a7 чорний пішак · b7 чорний пішак · c7 чорний пішак · e7 чорний ферзь · g7 чорний пішак · h7 чорний пішак · d6 чорний пішак · f6 чорний пішак · e5 білий кінь · d4 білий пішак · e4 білий ферзь · a2 білий пішак · b2 білий пішак · c2 білий пішак · f2 білий пішак · g2 білий пішак · h2 білий пішак · a1 біла тура · b1 білий кінь · c1 білий слон · e1 білий король · f1 білий слон · h1 біла тура | a8 чорна тура · b8 чорний кінь · c8 чорний слон · e8 чорний король · f8 чорний слон · h8 чорна тура · a7 чорний пішак · b7 чорний пішак · c7 чорний пішак · e7 чорний ферзь · g7 чорний пішак · h7 чорний пішак · d6 чорний пішак · f6 чорний пішак · e5 білий кінь · d4 білий пішак · e4 білий ферзь · a2 білий пішак · b2 білий пішак · c2 білий пішак · f2 білий пішак · g2 білий пішак · h2 білий пішак · a1 біла тура · b1 білий кінь · c1 білий слон · e1 білий король · f1 білий слон · h1 біла тура | 8 |
| 7 | a8 чорна тура · b8 чорний кінь · c8 чорний слон · e8 чорний король · f8 чорний слон · h8 чорна тура · a7 чорний пішак · b7 чорний пішак · c7 чорний пішак · e7 чорний ферзь · g7 чорний пішак · h7 чорний пішак · d6 чорний пішак · f6 чорний пішак · e5 білий кінь · d4 білий пішак · e4 білий ферзь · a2 білий пішак · b2 білий пішак · c2 білий пішак · f2 білий пішак · g2 білий пішак · h2 білий пішак · a1 біла тура · b1 білий кінь · c1 білий слон · e1 білий король · f1 білий слон · h1 біла тура | a8 чорна тура · b8 чорний кінь · c8 чорний слон · e8 чорний король · f8 чорний слон · h8 чорна тура · a7 чорний пішак · b7 чорний пішак · c7 чорний пішак · e7 чорний ферзь · g7 чорний пішак · h7 чорний пішак · d6 чорний пішак · f6 чорний пішак · e5 білий кінь · d4 білий пішак · e4 білий ферзь · a2 білий пішак · b2 білий пішак · c2 білий пішак · f2 білий пішак · g2 білий пішак · h2 білий пішак · a1 біла тура · b1 білий кінь · c1 білий слон · e1 білий король · f1 білий слон · h1 біла тура | a8 чорна тура · b8 чорний кінь · c8 чорний слон · e8 чорний король · f8 чорний слон · h8 чорна тура · a7 чорний пішак · b7 чорний пішак · c7 чорний пішак · e7 чорний ферзь · g7 чорний пішак · h7 чорний пішак · d6 чорний пішак · f6 чорний пішак · e5 білий кінь · d4 білий пішак · e4 білий ферзь · a2 білий пішак · b2 білий пішак · c2 білий пішак · f2 білий пішак · g2 білий пішак · h2 білий пішак · a1 біла тура · b1 білий кінь · c1 білий слон · e1 білий король · f1 білий слон · h1 біла тура | a8 чорна тура · b8 чорний кінь · c8 чорний слон · e8 чорний король · f8 чорний слон · h8 чорна тура · a7 чорний пішак · b7 чорний пішак · c7 чорний пішак · e7 чорний ферзь · g7 чорний пішак · h7 чорний пішак · d6 чорний пішак · f6 чорний пішак · e5 білий кінь · d4 білий пішак · e4 білий ферзь · a2 білий пішак · b2 білий пішак · c2 білий пішак · f2 білий пішак · g2 білий пішак · h2 білий пішак · a1 біла тура · b1 білий кінь · c1 білий слон · e1 білий король · f1 білий слон · h1 біла тура | a8 чорна тура · b8 чорний кінь · c8 чорний слон · e8 чорний король · f8 чорний слон · h8 чорна тура · a7 чорний пішак · b7 чорний пішак · c7 чорний пішак · e7 чорний ферзь · g7 чорний пішак · h7 чорний пішак · d6 чорний пішак · f6 чорний пішак · e5 білий кінь · d4 білий пішак · e4 білий ферзь · a2 білий пішак · b2 білий пішак · c2 білий пішак · f2 білий пішак · g2 білий пішак · h2 білий пішак · a1 біла тура · b1 білий кінь · c1 білий слон · e1 білий король · f1 білий слон · h1 біла тура | a8 чорна тура · b8 чорний кінь · c8 чорний слон · e8 чорний король · f8 чорний слон · h8 чорна тура · a7 чорний пішак · b7 чорний пішак · c7 чорний пішак · e7 чорний ферзь · g7 чорний пішак · h7 чорний пішак · d6 чорний пішак · f6 чорний пішак · e5 білий кінь · d4 білий пішак · e4 білий ферзь · a2 білий пішак · b2 білий пішак · c2 білий пішак · f2 білий пішак · g2 білий пішак · h2 білий пішак · a1 біла тура · b1 білий кінь · c1 білий слон · e1 білий король · f1 білий слон · h1 біла тура | a8 чорна тура · b8 чорний кінь · c8 чорний слон · e8 чорний король · f8 чорний слон · h8 чорна тура · a7 чорний пішак · b7 чорний пішак · c7 чорний пішак · e7 чорний ферзь · g7 чорний пішак · h7 чорний пішак · d6 чорний пішак · f6 чорний пішак · e5 білий кінь · d4 білий пішак · e4 білий ферзь · a2 білий пішак · b2 білий пішак · c2 білий пішак · f2 білий пішак · g2 білий пішак · h2 білий пішак · a1 біла тура · b1 білий кінь · c1 білий слон · e1 білий король · f1 білий слон · h1 біла тура | a8 чорна тура · b8 чорний кінь · c8 чорний слон · e8 чорний король · f8 чорний слон · h8 чорна тура · a7 чорний пішак · b7 чорний пішак · c7 чорний пішак · e7 чорний ферзь · g7 чорний пішак · h7 чорний пішак · d6 чорний пішак · f6 чорний пішак · e5 білий кінь · d4 білий пішак · e4 білий ферзь · a2 білий пішак · b2 білий пішак · c2 білий пішак · f2 білий пішак · g2 білий пішак · h2 білий пішак · a1 біла тура · b1 білий кінь · c1 білий слон · e1 білий король · f1 білий слон · h1 біла тура | 7 |
| 6 | a8 чорна тура · b8 чорний кінь · c8 чорний слон · e8 чорний король · f8 чорний слон · h8 чорна тура · a7 чорний пішак · b7 чорний пішак · c7 чорний пішак · e7 чорний ферзь · g7 чорний пішак · h7 чорний пішак · d6 чорний пішак · f6 чорний пішак · e5 білий кінь · d4 білий пішак · e4 білий ферзь · a2 білий пішак · b2 білий пішак · c2 білий пішак · f2 білий пішак · g2 білий пішак · h2 білий пішак · a1 біла тура · b1 білий кінь · c1 білий слон · e1 білий король · f1 білий слон · h1 біла тура | a8 чорна тура · b8 чорний кінь · c8 чорний слон · e8 чорний король · f8 чорний слон · h8 чорна тура · a7 чорний пішак · b7 чорний пішак · c7 чорний пішак · e7 чорний ферзь · g7 чорний пішак · h7 чорний пішак · d6 чорний пішак · f6 чорний пішак · e5 білий кінь · d4 білий пішак · e4 білий ферзь · a2 білий пішак · b2 білий пішак · c2 білий пішак · f2 білий пішак · g2 білий пішак · h2 білий пішак · a1 біла тура · b1 білий кінь · c1 білий слон · e1 білий король · f1 білий слон · h1 біла тура | a8 чорна тура · b8 чорний кінь · c8 чорний слон · e8 чорний король · f8 чорний слон · h8 чорна тура · a7 чорний пішак · b7 чорний пішак · c7 чорний пішак · e7 чорний ферзь · g7 чорний пішак · h7 чорний пішак · d6 чорний пішак · f6 чорний пішак · e5 білий кінь · d4 білий пішак · e4 білий ферзь · a2 білий пішак · b2 білий пішак · c2 білий пішак · f2 білий пішак · g2 білий пішак · h2 білий пішак · a1 біла тура · b1 білий кінь · c1 білий слон · e1 білий король · f1 білий слон · h1 біла тура | a8 чорна тура · b8 чорний кінь · c8 чорний слон · e8 чорний король · f8 чорний слон · h8 чорна тура · a7 чорний пішак · b7 чорний пішак · c7 чорний пішак · e7 чорний ферзь · g7 чорний пішак · h7 чорний пішак · d6 чорний пішак · f6 чорний пішак · e5 білий кінь · d4 білий пішак · e4 білий ферзь · a2 білий пішак · b2 білий пішак · c2 білий пішак · f2 білий пішак · g2 білий пішак · h2 білий пішак · a1 біла тура · b1 білий кінь · c1 білий слон · e1 білий король · f1 білий слон · h1 біла тура | a8 чорна тура · b8 чорний кінь · c8 чорний слон · e8 чорний король · f8 чорний слон · h8 чорна тура · a7 чорний пішак · b7 чорний пішак · c7 чорний пішак · e7 чорний ферзь · g7 чорний пішак · h7 чорний пішак · d6 чорний пішак · f6 чорний пішак · e5 білий кінь · d4 білий пішак · e4 білий ферзь · a2 білий пішак · b2 білий пішак · c2 білий пішак · f2 білий пішак · g2 білий пішак · h2 білий пішак · a1 біла тура · b1 білий кінь · c1 білий слон · e1 білий король · f1 білий слон · h1 біла тура | a8 чорна тура · b8 чорний кінь · c8 чорний слон · e8 чорний король · f8 чорний слон · h8 чорна тура · a7 чорний пішак · b7 чорний пішак · c7 чорний пішак · e7 чорний ферзь · g7 чорний пішак · h7 чорний пішак · d6 чорний пішак · f6 чорний пішак · e5 білий кінь · d4 білий пішак · e4 білий ферзь · a2 білий пішак · b2 білий пішак · c2 білий пішак · f2 білий пішак · g2 білий пішак · h2 білий пішак · a1 біла тура · b1 білий кінь · c1 білий слон · e1 білий король · f1 білий слон · h1 біла тура | a8 чорна тура · b8 чорний кінь · c8 чорний слон · e8 чорний король · f8 чорний слон · h8 чорна тура · a7 чорний пішак · b7 чорний пішак · c7 чорний пішак · e7 чорний ферзь · g7 чорний пішак · h7 чорний пішак · d6 чорний пішак · f6 чорний пішак · e5 білий кінь · d4 білий пішак · e4 білий ферзь · a2 білий пішак · b2 білий пішак · c2 білий пішак · f2 білий пішак · g2 білий пішак · h2 білий пішак · a1 біла тура · b1 білий кінь · c1 білий слон · e1 білий король · f1 білий слон · h1 біла тура | a8 чорна тура · b8 чорний кінь · c8 чорний слон · e8 чорний король · f8 чорний слон · h8 чорна тура · a7 чорний пішак · b7 чорний пішак · c7 чорний пішак · e7 чорний ферзь · g7 чорний пішак · h7 чорний пішак · d6 чорний пішак · f6 чорний пішак · e5 білий кінь · d4 білий пішак · e4 білий ферзь · a2 білий пішак · b2 білий пішак · c2 білий пішак · f2 білий пішак · g2 білий пішак · h2 білий пішак · a1 біла тура · b1 білий кінь · c1 білий слон · e1 білий король · f1 білий слон · h1 біла тура | 6 |
| 5 | a8 чорна тура · b8 чорний кінь · c8 чорний слон · e8 чорний король · f8 чорний слон · h8 чорна тура · a7 чорний пішак · b7 чорний пішак · c7 чорний пішак · e7 чорний ферзь · g7 чорний пішак · h7 чорний пішак · d6 чорний пішак · f6 чорний пішак · e5 білий кінь · d4 білий пішак · e4 білий ферзь · a2 білий пішак · b2 білий пішак · c2 білий пішак · f2 білий пішак · g2 білий пішак · h2 білий пішак · a1 біла тура · b1 білий кінь · c1 білий слон · e1 білий король · f1 білий слон · h1 біла тура | a8 чорна тура · b8 чорний кінь · c8 чорний слон · e8 чорний король · f8 чорний слон · h8 чорна тура · a7 чорний пішак · b7 чорний пішак · c7 чорний пішак · e7 чорний ферзь · g7 чорний пішак · h7 чорний пішак · d6 чорний пішак · f6 чорний пішак · e5 білий кінь · d4 білий пішак · e4 білий ферзь · a2 білий пішак · b2 білий пішак · c2 білий пішак · f2 білий пішак · g2 білий пішак · h2 білий пішак · a1 біла тура · b1 білий кінь · c1 білий слон · e1 білий король · f1 білий слон · h1 біла тура | a8 чорна тура · b8 чорний кінь · c8 чорний слон · e8 чорний король · f8 чорний слон · h8 чорна тура · a7 чорний пішак · b7 чорний пішак · c7 чорний пішак · e7 чорний ферзь · g7 чорний пішак · h7 чорний пішак · d6 чорний пішак · f6 чорний пішак · e5 білий кінь · d4 білий пішак · e4 білий ферзь · a2 білий пішак · b2 білий пішак · c2 білий пішак · f2 білий пішак · g2 білий пішак · h2 білий пішак · a1 біла тура · b1 білий кінь · c1 білий слон · e1 білий король · f1 білий слон · h1 біла тура | a8 чорна тура · b8 чорний кінь · c8 чорний слон · e8 чорний король · f8 чорний слон · h8 чорна тура · a7 чорний пішак · b7 чорний пішак · c7 чорний пішак · e7 чорний ферзь · g7 чорний пішак · h7 чорний пішак · d6 чорний пішак · f6 чорний пішак · e5 білий кінь · d4 білий пішак · e4 білий ферзь · a2 білий пішак · b2 білий пішак · c2 білий пішак · f2 білий пішак · g2 білий пішак · h2 білий пішак · a1 біла тура · b1 білий кінь · c1 білий слон · e1 білий король · f1 білий слон · h1 біла тура | a8 чорна тура · b8 чорний кінь · c8 чорний слон · e8 чорний король · f8 чорний слон · h8 чорна тура · a7 чорний пішак · b7 чорний пішак · c7 чорний пішак · e7 чорний ферзь · g7 чорний пішак · h7 чорний пішак · d6 чорний пішак · f6 чорний пішак · e5 білий кінь · d4 білий пішак · e4 білий ферзь · a2 білий пішак · b2 білий пішак · c2 білий пішак · f2 білий пішак · g2 білий пішак · h2 білий пішак · a1 біла тура · b1 білий кінь · c1 білий слон · e1 білий король · f1 білий слон · h1 біла тура | a8 чорна тура · b8 чорний кінь · c8 чорний слон · e8 чорний король · f8 чорний слон · h8 чорна тура · a7 чорний пішак · b7 чорний пішак · c7 чорний пішак · e7 чорний ферзь · g7 чорний пішак · h7 чорний пішак · d6 чорний пішак · f6 чорний пішак · e5 білий кінь · d4 білий пішак · e4 білий ферзь · a2 білий пішак · b2 білий пішак · c2 білий пішак · f2 білий пішак · g2 білий пішак · h2 білий пішак · a1 біла тура · b1 білий кінь · c1 білий слон · e1 білий король · f1 білий слон · h1 біла тура | a8 чорна тура · b8 чорний кінь · c8 чорний слон · e8 чорний король · f8 чорний слон · h8 чорна тура · a7 чорний пішак · b7 чорний пішак · c7 чорний пішак · e7 чорний ферзь · g7 чорний пішак · h7 чорний пішак · d6 чорний пішак · f6 чорний пішак · e5 білий кінь · d4 білий пішак · e4 білий ферзь · a2 білий пішак · b2 білий пішак · c2 білий пішак · f2 білий пішак · g2 білий пішак · h2 білий пішак · a1 біла тура · b1 білий кінь · c1 білий слон · e1 білий король · f1 білий слон · h1 біла тура | a8 чорна тура · b8 чорний кінь · c8 чорний слон · e8 чорний король · f8 чорний слон · h8 чорна тура · a7 чорний пішак · b7 чорний пішак · c7 чорний пішак · e7 чорний ферзь · g7 чорний пішак · h7 чорний пішак · d6 чорний пішак · f6 чорний пішак · e5 білий кінь · d4 білий пішак · e4 білий ферзь · a2 білий пішак · b2 білий пішак · c2 білий пішак · f2 білий пішак · g2 білий пішак · h2 білий пішак · a1 біла тура · b1 білий кінь · c1 білий слон · e1 білий король · f1 білий слон · h1 біла тура | 5 |
| 4 | a8 чорна тура · b8 чорний кінь · c8 чорний слон · e8 чорний король · f8 чорний слон · h8 чорна тура · a7 чорний пішак · b7 чорний пішак · c7 чорний пішак · e7 чорний ферзь · g7 чорний пішак · h7 чорний пішак · d6 чорний пішак · f6 чорний пішак · e5 білий кінь · d4 білий пішак · e4 білий ферзь · a2 білий пішак · b2 білий пішак · c2 білий пішак · f2 білий пішак · g2 білий пішак · h2 білий пішак · a1 біла тура · b1 білий кінь · c1 білий слон · e1 білий король · f1 білий слон · h1 біла тура | a8 чорна тура · b8 чорний кінь · c8 чорний слон · e8 чорний король · f8 чорний слон · h8 чорна тура · a7 чорний пішак · b7 чорний пішак · c7 чорний пішак · e7 чорний ферзь · g7 чорний пішак · h7 чорний пішак · d6 чорний пішак · f6 чорний пішак · e5 білий кінь · d4 білий пішак · e4 білий ферзь · a2 білий пішак · b2 білий пішак · c2 білий пішак · f2 білий пішак · g2 білий пішак · h2 білий пішак · a1 біла тура · b1 білий кінь · c1 білий слон · e1 білий король · f1 білий слон · h1 біла тура | a8 чорна тура · b8 чорний кінь · c8 чорний слон · e8 чорний король · f8 чорний слон · h8 чорна тура · a7 чорний пішак · b7 чорний пішак · c7 чорний пішак · e7 чорний ферзь · g7 чорний пішак · h7 чорний пішак · d6 чорний пішак · f6 чорний пішак · e5 білий кінь · d4 білий пішак · e4 білий ферзь · a2 білий пішак · b2 білий пішак · c2 білий пішак · f2 білий пішак · g2 білий пішак · h2 білий пішак · a1 біла тура · b1 білий кінь · c1 білий слон · e1 білий король · f1 білий слон · h1 біла тура | a8 чорна тура · b8 чорний кінь · c8 чорний слон · e8 чорний король · f8 чорний слон · h8 чорна тура · a7 чорний пішак · b7 чорний пішак · c7 чорний пішак · e7 чорний ферзь · g7 чорний пішак · h7 чорний пішак · d6 чорний пішак · f6 чорний пішак · e5 білий кінь · d4 білий пішак · e4 білий ферзь · a2 білий пішак · b2 білий пішак · c2 білий пішак · f2 білий пішак · g2 білий пішак · h2 білий пішак · a1 біла тура · b1 білий кінь · c1 білий слон · e1 білий король · f1 білий слон · h1 біла тура | a8 чорна тура · b8 чорний кінь · c8 чорний слон · e8 чорний король · f8 чорний слон · h8 чорна тура · a7 чорний пішак · b7 чорний пішак · c7 чорний пішак · e7 чорний ферзь · g7 чорний пішак · h7 чорний пішак · d6 чорний пішак · f6 чорний пішак · e5 білий кінь · d4 білий пішак · e4 білий ферзь · a2 білий пішак · b2 білий пішак · c2 білий пішак · f2 білий пішак · g2 білий пішак · h2 білий пішак · a1 біла тура · b1 білий кінь · c1 білий слон · e1 білий король · f1 білий слон · h1 біла тура | a8 чорна тура · b8 чорний кінь · c8 чорний слон · e8 чорний король · f8 чорний слон · h8 чорна тура · a7 чорний пішак · b7 чорний пішак · c7 чорний пішак · e7 чорний ферзь · g7 чорний пішак · h7 чорний пішак · d6 чорний пішак · f6 чорний пішак · e5 білий кінь · d4 білий пішак · e4 білий ферзь · a2 білий пішак · b2 білий пішак · c2 білий пішак · f2 білий пішак · g2 білий пішак · h2 білий пішак · a1 біла тура · b1 білий кінь · c1 білий слон · e1 білий король · f1 білий слон · h1 біла тура | a8 чорна тура · b8 чорний кінь · c8 чорний слон · e8 чорний король · f8 чорний слон · h8 чорна тура · a7 чорний пішак · b7 чорний пішак · c7 чорний пішак · e7 чорний ферзь · g7 чорний пішак · h7 чорний пішак · d6 чорний пішак · f6 чорний пішак · e5 білий кінь · d4 білий пішак · e4 білий ферзь · a2 білий пішак · b2 білий пішак · c2 білий пішак · f2 білий пішак · g2 білий пішак · h2 білий пішак · a1 біла тура · b1 білий кінь · c1 білий слон · e1 білий король · f1 білий слон · h1 біла тура | a8 чорна тура · b8 чорний кінь · c8 чорний слон · e8 чорний король · f8 чорний слон · h8 чорна тура · a7 чорний пішак · b7 чорний пішак · c7 чорний пішак · e7 чорний ферзь · g7 чорний пішак · h7 чорний пішак · d6 чорний пішак · f6 чорний пішак · e5 білий кінь · d4 білий пішак · e4 білий ферзь · a2 білий пішак · b2 білий пішак · c2 білий пішак · f2 білий пішак · g2 білий пішак · h2 білий пішак · a1 біла тура · b1 білий кінь · c1 білий слон · e1 білий король · f1 білий слон · h1 біла тура | 4 |
| 3 | a8 чорна тура · b8 чорний кінь · c8 чорний слон · e8 чорний король · f8 чорний слон · h8 чорна тура · a7 чорний пішак · b7 чорний пішак · c7 чорний пішак · e7 чорний ферзь · g7 чорний пішак · h7 чорний пішак · d6 чорний пішак · f6 чорний пішак · e5 білий кінь · d4 білий пішак · e4 білий ферзь · a2 білий пішак · b2 білий пішак · c2 білий пішак · f2 білий пішак · g2 білий пішак · h2 білий пішак · a1 біла тура · b1 білий кінь · c1 білий слон · e1 білий король · f1 білий слон · h1 біла тура | a8 чорна тура · b8 чорний кінь · c8 чорний слон · e8 чорний король · f8 чорний слон · h8 чорна тура · a7 чорний пішак · b7 чорний пішак · c7 чорний пішак · e7 чорний ферзь · g7 чорний пішак · h7 чорний пішак · d6 чорний пішак · f6 чорний пішак · e5 білий кінь · d4 білий пішак · e4 білий ферзь · a2 білий пішак · b2 білий пішак · c2 білий пішак · f2 білий пішак · g2 білий пішак · h2 білий пішак · a1 біла тура · b1 білий кінь · c1 білий слон · e1 білий король · f1 білий слон · h1 біла тура | a8 чорна тура · b8 чорний кінь · c8 чорний слон · e8 чорний король · f8 чорний слон · h8 чорна тура · a7 чорний пішак · b7 чорний пішак · c7 чорний пішак · e7 чорний ферзь · g7 чорний пішак · h7 чорний пішак · d6 чорний пішак · f6 чорний пішак · e5 білий кінь · d4 білий пішак · e4 білий ферзь · a2 білий пішак · b2 білий пішак · c2 білий пішак · f2 білий пішак · g2 білий пішак · h2 білий пішак · a1 біла тура · b1 білий кінь · c1 білий слон · e1 білий король · f1 білий слон · h1 біла тура | a8 чорна тура · b8 чорний кінь · c8 чорний слон · e8 чорний король · f8 чорний слон · h8 чорна тура · a7 чорний пішак · b7 чорний пішак · c7 чорний пішак · e7 чорний ферзь · g7 чорний пішак · h7 чорний пішак · d6 чорний пішак · f6 чорний пішак · e5 білий кінь · d4 білий пішак · e4 білий ферзь · a2 білий пішак · b2 білий пішак · c2 білий пішак · f2 білий пішак · g2 білий пішак · h2 білий пішак · a1 біла тура · b1 білий кінь · c1 білий слон · e1 білий король · f1 білий слон · h1 біла тура | a8 чорна тура · b8 чорний кінь · c8 чорний слон · e8 чорний король · f8 чорний слон · h8 чорна тура · a7 чорний пішак · b7 чорний пішак · c7 чорний пішак · e7 чорний ферзь · g7 чорний пішак · h7 чорний пішак · d6 чорний пішак · f6 чорний пішак · e5 білий кінь · d4 білий пішак · e4 білий ферзь · a2 білий пішак · b2 білий пішак · c2 білий пішак · f2 білий пішак · g2 білий пішак · h2 білий пішак · a1 біла тура · b1 білий кінь · c1 білий слон · e1 білий король · f1 білий слон · h1 біла тура | a8 чорна тура · b8 чорний кінь · c8 чорний слон · e8 чорний король · f8 чорний слон · h8 чорна тура · a7 чорний пішак · b7 чорний пішак · c7 чорний пішак · e7 чорний ферзь · g7 чорний пішак · h7 чорний пішак · d6 чорний пішак · f6 чорний пішак · e5 білий кінь · d4 білий пішак · e4 білий ферзь · a2 білий пішак · b2 білий пішак · c2 білий пішак · f2 білий пішак · g2 білий пішак · h2 білий пішак · a1 біла тура · b1 білий кінь · c1 білий слон · e1 білий король · f1 білий слон · h1 біла тура | a8 чорна тура · b8 чорний кінь · c8 чорний слон · e8 чорний король · f8 чорний слон · h8 чорна тура · a7 чорний пішак · b7 чорний пішак · c7 чорний пішак · e7 чорний ферзь · g7 чорний пішак · h7 чорний пішак · d6 чорний пішак · f6 чорний пішак · e5 білий кінь · d4 білий пішак · e4 білий ферзь · a2 білий пішак · b2 білий пішак · c2 білий пішак · f2 білий пішак · g2 білий пішак · h2 білий пішак · a1 біла тура · b1 білий кінь · c1 білий слон · e1 білий король · f1 білий слон · h1 біла тура | a8 чорна тура · b8 чорний кінь · c8 чорний слон · e8 чорний король · f8 чорний слон · h8 чорна тура · a7 чорний пішак · b7 чорний пішак · c7 чорний пішак · e7 чорний ферзь · g7 чорний пішак · h7 чорний пішак · d6 чорний пішак · f6 чорний пішак · e5 білий кінь · d4 білий пішак · e4 білий ферзь · a2 білий пішак · b2 білий пішак · c2 білий пішак · f2 білий пішак · g2 білий пішак · h2 білий пішак · a1 біла тура · b1 білий кінь · c1 білий слон · e1 білий король · f1 білий слон · h1 біла тура | 3 |
| 2 | a8 чорна тура · b8 чорний кінь · c8 чорний слон · e8 чорний король · f8 чорний слон · h8 чорна тура · a7 чорний пішак · b7 чорний пішак · c7 чорний пішак · e7 чорний ферзь · g7 чорний пішак · h7 чорний пішак · d6 чорний пішак · f6 чорний пішак · e5 білий кінь · d4 білий пішак · e4 білий ферзь · a2 білий пішак · b2 білий пішак · c2 білий пішак · f2 білий пішак · g2 білий пішак · h2 білий пішак · a1 біла тура · b1 білий кінь · c1 білий слон · e1 білий король · f1 білий слон · h1 біла тура | a8 чорна тура · b8 чорний кінь · c8 чорний слон · e8 чорний король · f8 чорний слон · h8 чорна тура · a7 чорний пішак · b7 чорний пішак · c7 чорний пішак · e7 чорний ферзь · g7 чорний пішак · h7 чорний пішак · d6 чорний пішак · f6 чорний пішак · e5 білий кінь · d4 білий пішак · e4 білий ферзь · a2 білий пішак · b2 білий пішак · c2 білий пішак · f2 білий пішак · g2 білий пішак · h2 білий пішак · a1 біла тура · b1 білий кінь · c1 білий слон · e1 білий король · f1 білий слон · h1 біла тура | a8 чорна тура · b8 чорний кінь · c8 чорний слон · e8 чорний король · f8 чорний слон · h8 чорна тура · a7 чорний пішак · b7 чорний пішак · c7 чорний пішак · e7 чорний ферзь · g7 чорний пішак · h7 чорний пішак · d6 чорний пішак · f6 чорний пішак · e5 білий кінь · d4 білий пішак · e4 білий ферзь · a2 білий пішак · b2 білий пішак · c2 білий пішак · f2 білий пішак · g2 білий пішак · h2 білий пішак · a1 біла тура · b1 білий кінь · c1 білий слон · e1 білий король · f1 білий слон · h1 біла тура | a8 чорна тура · b8 чорний кінь · c8 чорний слон · e8 чорний король · f8 чорний слон · h8 чорна тура · a7 чорний пішак · b7 чорний пішак · c7 чорний пішак · e7 чорний ферзь · g7 чорний пішак · h7 чорний пішак · d6 чорний пішак · f6 чорний пішак · e5 білий кінь · d4 білий пішак · e4 білий ферзь · a2 білий пішак · b2 білий пішак · c2 білий пішак · f2 білий пішак · g2 білий пішак · h2 білий пішак · a1 біла тура · b1 білий кінь · c1 білий слон · e1 білий король · f1 білий слон · h1 біла тура | a8 чорна тура · b8 чорний кінь · c8 чорний слон · e8 чорний король · f8 чорний слон · h8 чорна тура · a7 чорний пішак · b7 чорний пішак · c7 чорний пішак · e7 чорний ферзь · g7 чорний пішак · h7 чорний пішак · d6 чорний пішак · f6 чорний пішак · e5 білий кінь · d4 білий пішак · e4 білий ферзь · a2 білий пішак · b2 білий пішак · c2 білий пішак · f2 білий пішак · g2 білий пішак · h2 білий пішак · a1 біла тура · b1 білий кінь · c1 білий слон · e1 білий король · f1 білий слон · h1 біла тура | a8 чорна тура · b8 чорний кінь · c8 чорний слон · e8 чорний король · f8 чорний слон · h8 чорна тура · a7 чорний пішак · b7 чорний пішак · c7 чорний пішак · e7 чорний ферзь · g7 чорний пішак · h7 чорний пішак · d6 чорний пішак · f6 чорний пішак · e5 білий кінь · d4 білий пішак · e4 білий ферзь · a2 білий пішак · b2 білий пішак · c2 білий пішак · f2 білий пішак · g2 білий пішак · h2 білий пішак · a1 біла тура · b1 білий кінь · c1 білий слон · e1 білий король · f1 білий слон · h1 біла тура | a8 чорна тура · b8 чорний кінь · c8 чорний слон · e8 чорний король · f8 чорний слон · h8 чорна тура · a7 чорний пішак · b7 чорний пішак · c7 чорний пішак · e7 чорний ферзь · g7 чорний пішак · h7 чорний пішак · d6 чорний пішак · f6 чорний пішак · e5 білий кінь · d4 білий пішак · e4 білий ферзь · a2 білий пішак · b2 білий пішак · c2 білий пішак · f2 білий пішак · g2 білий пішак · h2 білий пішак · a1 біла тура · b1 білий кінь · c1 білий слон · e1 білий король · f1 білий слон · h1 біла тура | a8 чорна тура · b8 чорний кінь · c8 чорний слон · e8 чорний король · f8 чорний слон · h8 чорна тура · a7 чорний пішак · b7 чорний пішак · c7 чорний пішак · e7 чорний ферзь · g7 чорний пішак · h7 чорний пішак · d6 чорний пішак · f6 чорний пішак · e5 білий кінь · d4 білий пішак · e4 білий ферзь · a2 білий пішак · b2 білий пішак · c2 білий пішак · f2 білий пішак · g2 білий пішак · h2 білий пішак · a1 біла тура · b1 білий кінь · c1 білий слон · e1 білий король · f1 білий слон · h1 біла тура | 2 |
| 1 | a8 чорна тура · b8 чорний кінь · c8 чорний слон · e8 чорний король · f8 чорний слон · h8 чорна тура · a7 чорний пішак · b7 чорний пішак · c7 чорний пішак · e7 чорний ферзь · g7 чорний пішак · h7 чорний пішак · d6 чорний пішак · f6 чорний пішак · e5 білий кінь · d4 білий пішак · e4 білий ферзь · a2 білий пішак · b2 білий пішак · c2 білий пішак · f2 білий пішак · g2 білий пішак · h2 білий пішак · a1 біла тура · b1 білий кінь · c1 білий слон · e1 білий король · f1 білий слон · h1 біла тура | a8 чорна тура · b8 чорний кінь · c8 чорний слон · e8 чорний король · f8 чорний слон · h8 чорна тура · a7 чорний пішак · b7 чорний пішак · c7 чорний пішак · e7 чорний ферзь · g7 чорний пішак · h7 чорний пішак · d6 чорний пішак · f6 чорний пішак · e5 білий кінь · d4 білий пішак · e4 білий ферзь · a2 білий пішак · b2 білий пішак · c2 білий пішак · f2 білий пішак · g2 білий пішак · h2 білий пішак · a1 біла тура · b1 білий кінь · c1 білий слон · e1 білий король · f1 білий слон · h1 біла тура | a8 чорна тура · b8 чорний кінь · c8 чорний слон · e8 чорний король · f8 чорний слон · h8 чорна тура · a7 чорний пішак · b7 чорний пішак · c7 чорний пішак · e7 чорний ферзь · g7 чорний пішак · h7 чорний пішак · d6 чорний пішак · f6 чорний пішак · e5 білий кінь · d4 білий пішак · e4 білий ферзь · a2 білий пішак · b2 білий пішак · c2 білий пішак · f2 білий пішак · g2 білий пішак · h2 білий пішак · a1 біла тура · b1 білий кінь · c1 білий слон · e1 білий король · f1 білий слон · h1 біла тура | a8 чорна тура · b8 чорний кінь · c8 чорний слон · e8 чорний король · f8 чорний слон · h8 чорна тура · a7 чорний пішак · b7 чорний пішак · c7 чорний пішак · e7 чорний ферзь · g7 чорний пішак · h7 чорний пішак · d6 чорний пішак · f6 чорний пішак · e5 білий кінь · d4 білий пішак · e4 білий ферзь · a2 білий пішак · b2 білий пішак · c2 білий пішак · f2 білий пішак · g2 білий пішак · h2 білий пішак · a1 біла тура · b1 білий кінь · c1 білий слон · e1 білий король · f1 білий слон · h1 біла тура | a8 чорна тура · b8 чорний кінь · c8 чорний слон · e8 чорний король · f8 чорний слон · h8 чорна тура · a7 чорний пішак · b7 чорний пішак · c7 чорний пішак · e7 чорний ферзь · g7 чорний пішак · h7 чорний пішак · d6 чорний пішак · f6 чорний пішак · e5 білий кінь · d4 білий пішак · e4 білий ферзь · a2 білий пішак · b2 білий пішак · c2 білий пішак · f2 білий пішак · g2 білий пішак · h2 білий пішак · a1 біла тура · b1 білий кінь · c1 білий слон · e1 білий король · f1 білий слон · h1 біла тура | a8 чорна тура · b8 чорний кінь · c8 чорний слон · e8 чорний король · f8 чорний слон · h8 чорна тура · a7 чорний пішак · b7 чорний пішак · c7 чорний пішак · e7 чорний ферзь · g7 чорний пішак · h7 чорний пішак · d6 чорний пішак · f6 чорний пішак · e5 білий кінь · d4 білий пішак · e4 білий ферзь · a2 білий пішак · b2 білий пішак · c2 білий пішак · f2 білий пішак · g2 білий пішак · h2 білий пішак · a1 біла тура · b1 білий кінь · c1 білий слон · e1 білий король · f1 білий слон · h1 біла тура | a8 чорна тура · b8 чорний кінь · c8 чорний слон · e8 чорний король · f8 чорний слон · h8 чорна тура · a7 чорний пішак · b7 чорний пішак · c7 чорний пішак · e7 чорний ферзь · g7 чорний пішак · h7 чорний пішак · d6 чорний пішак · f6 чорний пішак · e5 білий кінь · d4 білий пішак · e4 білий ферзь · a2 білий пішак · b2 білий пішак · c2 білий пішак · f2 білий пішак · g2 білий пішак · h2 білий пішак · a1 біла тура · b1 білий кінь · c1 білий слон · e1 білий король · f1 білий слон · h1 біла тура | a8 чорна тура · b8 чорний кінь · c8 чорний слон · e8 чорний король · f8 чорний слон · h8 чорна тура · a7 чорний пішак · b7 чорний пішак · c7 чорний пішак · e7 чорний ферзь · g7 чорний пішак · h7 чорний пішак · d6 чорний пішак · f6 чорний пішак · e5 білий кінь · d4 білий пішак · e4 білий ферзь · a2 білий пішак · b2 білий пішак · c2 білий пішак · f2 білий пішак · g2 білий пішак · h2 білий пішак · a1 біла тура · b1 білий кінь · c1 білий слон · e1 білий король · f1 білий слон · h1 біла тура | 1 |
|   | a | b | c | d | e | f | g | h |   |

Дебют відомий з XVII століття. Однією з перших задокументованих партій є гра Джоакіно Ґреко з невідомим шахістом, що датується 1620 роком:
1. e4 e5 2. Kf3 Kf6 3. К: e5 К: e4 4. Фе2 Фе7 5. Ф: е4 d6 6. d4 f6 7. f4 Кd7 8. Кс3 de 9. Кd5 Фd6 10. de fe 11.fe Фc6 12. Сb5! Фс5. 13. Се3 Ф: b5 14. К: c7+ Крd8 15. К: b5  Чорні здалися
Цей і подібні йому приклади навіяли гравців чорними думку про некоректність дебюту і хід 2…Kf6 надовго був відхилений і лише в 30-х роках XIX століття російський майстер Олександр Петров віднайшов хід 3…d7-d6!, який змушував відійти білого коня з е5, після чого можна брати білого пішака на е4.
У розробці нової системи захисту активну участь брав російський майстер Карл Яніш, який опублікував у 1842 році в «Паламеді» докладний аналіз цього дебюту. Завдяки значному внеску російських шахістів у розвиток цього дебюту він і отримав свою назву «Російська партія», а в західній шаховій літературі частіше використовується назва «Захист Петрова».
Поступово російська партія набуває популярності серед професійних шахістів і вже у 1847 англійський майстер Говард Стаунтон присвятив цьому дебюту розділ у своєму шаховому посібнику.

## Основна ідея
Стратегічна ідея дебюту полягає у відмові чорних від захисту власного пішака на «е5», замість цього вони контратакують пішака білих на «е4», з наміром одразу перехопити ініціативу. За умови точної гри, білим, зазвичай, вдається втримати дебютну перевагу, оскільки у симетричних позиціях, які виникають, вони мають право виступки[уточнити]. Однак, у грі за чорних також знайдені цікаві ідеї, що дозволяють ускладнити гру та отримати контршанси. Російська партія входить до дебютного репертуару багатьох сучасних провідних гросмейстерів, зокрема, В. Крамника, Б. Гельфанда, П. Леко, А. Гірі.

## Основні варіанти
У білих є два основні продовження:
- 3. d2-d4 (система Стейніца)
  - 3...e5:d4 4. e4-e5 Кf6-e4 5. Фd1:d4 d7-d5 6. e5:d6 Ke4:d6
  - 3...Кf6:e4 4. Bf1-d3 d7-d5 5. Nf3:e5
- 3. Kf3:e5 — основний варіант: 3...d7-d6 4. Ke5-f3 (4.Ke5:f7?! — гамбіт Кохрена) 4...Kf6:e4.
  - 5. d2-d4 d6-d5 6.Сf1-d3 Cf8-e7 7. 0-0 Kb8-c6 8. Тf1-e1 (можна грати і 8. c2-c4) 8...Cc8-g4 9. c2-c4 Ke4-f6 10. c4:d5 Cg4:f3 11. Фd1:f3 Фd8:d5
  - 5. Фd1-e2 (для цієї системи характерні масові розміни та перехід у ендшпіль. Цей варіант застосовували Емануїл Ласкер і Капабланка). 5...Фd8-e7 6. d2-d3 Ke4-f6 7. Cc1-g5 Фe7:e2+ 8. Cf1:e2 Cf8-e7 9. Kb1-c3 c7-c6 10. 0-0 Kb8-a6 — у білих незначна перевага.

## Відомі партії
- Василь Іванчук — Аніш Гірі 1:0 (2017)[2]